# Øyeflaten (przystanek kolejowy)
Øyeflaten – kolejowy przystanek osobowy w Øyeflaten, w regionie Hordaland, w Norwegii, jest oddalona od Oslo Sentralstasjon o 369,40 km. 

## Ruch pasażerski
Należy do linii Bergensbanen, Jest elementem kolei aglomeracyjnej w Bergen i obsługuje lokalny ruch do Bergen, Voss i Myrdal. W ciągu dnia odchodzi z niej ok. 8 pociągów (nie wszystkie pociągi SKM).

## Obsługa pasażerów
Wiata. Odprawa podróżnych odbywa się w pociągu.